# Хаос (фильм, 1973)
«Хаос» (арм. Քաոս) — советский художественный фильм, снятый режиссёром Лаэртом Вагаршяном в 1973 году на студии «Арменфильм».
Экранизация одноименного романа Александра Ширванзаде.
Премьера фильма состоялась в 1975 году.

## Сюжет
Действие фильма разворачивается в Баку начала XX века. Показана жизнь промышленного города — хаос капиталистического мира. Борьба общественных классов и сословий, эксплуатация рабочих, разложение буржуазной семьи, в которой над всеми чувствами господствует жажда денег, — таковы основные социальные проблемы, на которых строится сюжет.
Крупный нефтепромышленник Маркос Алимян завещает своё имущество старшему сыну Сумбату, который не вернулся в отцовский дом после учёбы, обвинив отца в накоплении богатства путём ограбления людей. Со временем Сумбат под влиянием денег втягивается в бизнес, забыв все свои высокие устремления и предаёт свои взгляды. Младший же сын Микаэл, которого отец не посылал учиться, вёл распутную, расточительную жизнь, но под влиянием благородной любви исправился и смог изменить свою жизнь.

## В ролях
- Сос Саркисян — Сумбат Алимян (дублировал Артём Карапетян)
- Карен Джангиров — Микаэл Алимян (дублировал Александр Белявский)
- Бабкен Нерсесян — Исаак Марутханян (дублировал Константин Тыртов)
- Гегам Арутюнян — Срапион Гаспарыч (дублировал Алексей Алексеев)
- Алла Туманян — Шушаник (дублировала Юлия Чернышова)
- Вагинак Маргуни — Давид Заргарян (дублировал Евгений Шутов)
- Ирина Азер — Антонина
- Шамир Шаирян— Алёша
- Наира Шаирян — Люся
- Азат Шеренц — Папаша (дублировал Виктор Файнлейб)
- Гасан Мамедов — Кязим-бек (дублировал Эдуард Бредун)
- Гиви Тохадзе — Ниасамидзе (дублировал Николай Граббе)
- Карен Джанибекян — Григор Абетян (Гриша) (дублировал Юрий Боголюбов)
- Ким Ерицян — Мосико (дублировал Олег Голубицкий)
- Леонард Саркисов — Аврумян (дублировал Роман Хомятов)
- Игорь Нагавкин — Брянцев (дублировал Валентин Грачёв)
- Айкуи Гарагаш — Воскеат (дублировала Нина Зорская)
- Ерванд Манарян — Сулян (дублировал Юрий Леонидов)
- Лаура Вартанян — Ануш (дублировала Мария Кремнева)
- Арусь Папян — Марта Марутханян (дублировала Инна Выходцева)
- Георгий Ордоян — Аршак Алимян (дублировал Анатолий Голик)
- Варфоломей Ехшатян — Галумян (дублировал Георгий Георгиу)
- Маис Карагезян — эпизод
- Геворг Асланян — эпизод
- Гурген Ген — эпизод
- Вруйр Паноян — приказчик
- Александр Барушной — владелец скважины

## Награды
- 1975 — приз Всесоюзного кинофестиваля в Баку за лучший фильм (Хаос)